# Колесница, указывающая на юг
Колесни́ца, ука́зывающая на юг (кит. трад. 指南車, упр. 指南车), — первый навигационный прибор, работающий по принципу обратной связи. На колеснице была смонтирована фигурка человека, которая, независимо от направления движения самой колесницы, указывала вытянутой рукой на юг. В этом устройстве не использовался магнитный компас.
Колесница, указывающая на юг, считается одним из самых сложных механизмов, созданных древней китайской цивилизацией, она использовалась на протяжении всего средневекового периода. По легенде она была изобретена около 2600 г. до н. э. в Китае Жёлтым Императором Хуан-ди, но первая реальная историческая версия была создана Ма Цзюнем (200—265 г.) для правителя Мин-ди царства Вэй Эпохи Троецарствия. Колесница — это двухколёсное транспортное средство, на котором установлена фигурка человека, соединенная с колёсами с помощью дифференциальных передач. Благодаря тщательному подбору размеров колёс, направляющих устройств и передаточных чисел, фигурка на верху колесницы постоянно смотрит в одном направлении, тем самым действуя в качестве немагнитного компаса транспортного средства. На протяжении истории многие китайские исторические документы упоминают колесницу, указывающую на юг, а некоторые описывают детальное устройство внутренних компонентов и принцип её работы.

## История
ЛегендаЛегенда гласит, что легендарный первопредок всех китайцев Хуан-ди жил в великолепном дворце в горах Куньлунь. В это же время жил великан-колдун Чи Ю, который отличался необычайным искусством в изготовлении оружия. Он напал на племя императора Янь-ди, которое в итоге передвинулось в земли Хуан-ди. Хуан-ди был возмущён этим и начал войну с Янь-ди, но вначале потерпел несколько поражений. На одном из этапов боевых действий Чи Ю напустил густой туман, чтобы люди Хуан-ди заблудились. Но с помощью колесницы, указывающей на юг, они нашли правильный путь и в конечном итоге одержали победу.
В трактате «Гуйгу-цзы» (en:Guiguzi) упоминается, что колесница, указывающая на юг, была создана в царстве Чжэн (故鄭人之取玉也，載司南之車，為其不惑也).
В официальных исторических хрониках Записи о Трёх царствах написанo, что в III веке механик Ма Цзюнь из царства Вэй изобрёл колесницу, указывающую на юг (называемую также «указывающая на юг повозка»). После того как он был высмеян Постоянным Советником Цаотан Луном и генералом кавалерии Цинь Ланом, что он не сможет сделать то, что они считают абсурдным занятием, Ма Цзюнь ответил: «пустые словесные доводы в любом случае невозможно сравнить с испытанием, которое покажет практические результаты». После построения колесницы и посрамления сомневающихся он получил от многих высокую оценку, в том числе от своего современника, знаменитого поэта Фу Суана.
После Ма Цзюня колесница, указывающая на юг, была вновь изобретена Цзу Чунчжи (429–500 н. э.), поскольку подробная информация о её устройстве была утеряна. В эпоху династии Тан (618–907 н. э.) и империи Сун (960–1279 н. э.) колесница, указывающая на юг, была объединена с другим механическим транспортным устройством — измерителем расстояния или одометром.
В некоторых исторических записях говорится, что колесница, указывающая на юг, была изобретена примерно в первом тысячелетии до нашей эры, но подтверждений этому не найдено.

## Устройство
Колесница, указывающая на юг, является механическим компасом, который сохраняет направление, заданное указателю, вдоль всего пути, по которому он проходит. Дифференциальная система интегрирует разницу во вращении колёс и таким образом определяет поворот колесницы. Механизм компенсирует эту разницу, вращая указатель в обратном направлении.
Математически устройство аппроксимирует параллельный перенос вдоль пути. В геометрии Евклида устройство выполняет функцию параллельного переноса. В криволинейном пространстве устройство также выполняет функцию параллельного переноса. В пределе, когда расстояние между колесами стремится к нулю, аппроксимация становится точной.
Колесницу можно использовать для построения прямых или геодезических линий. Путь, пройденный колесницей, будет геодезической линией на поверхности тогда и только тогда, когда указатель не вращается по отношению к колеснице на протяжении всего пути.

## Хронология
Колесница, указывающая на юг, изобреталась и переизобреталась неоднократно на протяжении истории Китая. Вот частичная хронология основных событий.
| Год                 | Событие |
| ------------------- | --- |
| 2634 до н. э.       | Согласно легенде, Жёлтый Император сконструировал колесницу, указывающую на юг. Она была построена для него мастером Фэн-хоу. |
| 1115 до н. э.       | Во время правления Чжоу-гуна гун даёт пять таких колесниц (называемых чжинаньчэ) послам в Юэшан (越裳, вьетн. Вьеттхыонг) с условием вернуть обратно. |
| 150 .. 100 до н. э. | Предположительно сконструирован антикитерский механизм в Древней Греции. |
| 120 .. 139 н. э.    | Чжан Хэн, возможно, переизобрёл колесницу. |
| 233 .. 237          | Ма Цзюнь сконструировал работающую колесницу для Мин-ди, властителя царства Вэй. |
| 300                 | Цуй Бао сообщил, что конструкция описана в книге (не сохранившейся) под названием Шан Фан Ку Ши. |
| 334 .. 349          | Се Фэй сделал одну для императора Хуэй-ди династии Цзинь. |
| 394 .. 416          | Линху Шэн сделал одну для императора Сяо У-ди из династии Цзинь. |
| 417                 | Колесница Линху Шэна досталась императору Ань-ди из династии Цзинь. Было сообщено, что в ней нет никакого механизма, внутри сидит человек и поворачивает фигурку. |
| 423 .. 452          | Го Шаньмин не смог сделать колесницу для императора Тай У-ди из династии Северной Вэй. |
| 423 .. 452          | Ма Юэ преуспел, но был убит Го Шаньмином. |
| 478                 | Цзу Чунчжи делает новую усовершенствованную колесницу (с бронзовыми шестернями) для императора Шунь-ди из династии Лю Сун. |
| 658                 | Буддийский монах Чиюй сконструировал колесницу для японского императора Тэндзи. |
| 666                 | Монах Чиюй сконструировал другую колесницу для японского императора Тэндзи. |
| 806 .. 821          | Цзинь Гунли представляет колесницу, указывающую на юг, императору Сянь-цзуну из династии Тан. |
| 1027                | Инженер Янь Су (член «Совета рабочих») описывает свою конструкцию (5 зубчатых, 4 незубчатых шестерен, 18 солдат-водителей). |
| 1088                | Су Сун конструирует водяные часы со спусковым механизмом. |
| 1107                | Казначей У Дэжэнь представляет описание механизма (24 зубчатых, 4 незубчатых шестерен), который дважды успешно построен. |
| 1341                | Чу Тэцзюнь описывает нефритовую фигурку как часть миниатюрной повозки, указывающей на юг. |
| 1720                | Джозеф Вильямсон использует дифференциальный механизм в часах. |
| 1834                | Юлиус Клапрот пишет Александру Гумбольдту, упоминая колесницу, указывающую на юг чи-нань-чэ, но считает, что в маленькой кукле спрятан компас. |
| 1879                | Джеймс Старлей впервые применяет дифференциал в транспортном средстве. |
| 1909                | Профессор Герберт Джайл указывает, что чувствительность к направлениям в колеснице, указывающей на юг, основана на механической системе, а не на магнетизме. |
| 1909                | Профессор Бертрам Хопкинсон из Кембриджа замечает, что должен быть некий механизм для обеспечения того, чтобы шестерни, связанные с колесом, могли соединяться или разъединяться при повороте колесницы вправо или влево. После нескольких лет изучения он заявил, что описание Янь Су недостаточно для построения рабочей модели. |
| 1910                | Изобретено первое механическое навигационное устройство «Карта Джона Лива». Подобно колеснице, указывающей на юг, движение колеса передаётся через зубчатые шестерни, чтобы отображать относительное положение движущегося средства на карте.                                                                                      |
| 1924                | А. С. Моуль (Кембридж) предложил реализацию описания Чу Тэцзюня, в которой колесница может ехать только прямо. При каждом повороте она останавливается, и шестерня поворачивается к исходной точке, после чего указатель корректируется автоматически.                                                                             |
| 1924                | К. Т. Дайкс первым предложил дифференциальную передачу, утверждая, что механизм, предложенный Моулем, является «медленным и сложным для управления». |
| 1932                | Доктор Дж. Б. Крамер обнаружил ссылки на механический характер колесницы, указывающей на юг, и заявил, что Китай поэтому не изобрёл магнитный компас. |
| 1932                | Джордж Ланчестер (англ., главный инженер Lanchester Motor Company) предположил, что древние машины (в частности, описание Чу Тэ-Цзюня), воплощают некоторый тип дифференциала. Он построил рабочую модель, доказывающую свою концепцию.                                                                                            |
| 1937                | Ван Чжэньдо предложил реализацию описания Янь Су и построил работающую модель. |
| 1948                | Бао Сыхэ предложил другую реконструкцию. |
| 1977                | Профессор Андре Вегенер Слисвик публикует научное эссе по истории колесницы. Он доказывает её осуществимость точно на основании древних текстов. |
| 1979                | Лу Чжимин создаёт три реконструкции, основанные на дифференциальной передаче. |
| 1980                | Дон Франц из Нью-Йорка вновь открывает колесницу, указывающую на юг, он построил модели в соответствии с идеями Ланчестера и смог добиться помещения их в Музей провинции Шэньси. |
| 1982                | Янь Чжижэнь строит другую модель, подчеркнув, что только дифференциальная передача обеспечивает точность, о которой сообщается в старых писаниях. |
| 1991                | М. Сантандер из Испании предлагает использовать колесницу для обучения студентов концепциям параллельного переноса и кривизны. |

## Где колесницу можно увидеть
Хотя ни одна из исторических колесниц, указывающих на юг, не сохранилась, существуют полномасштабные точные копии.
В Историческом музее Пекина (Китай) имеется копия на основе механизма Янь Су (1027).
В Национальном дворце-музее в Тайбэе (Тайвань) экспонируется копия на основе механизма Ланчестера (1932).